# 高1ですが異世界で城主はじめました
『高1ですが異世界で城主はじめました』（こう1ですがいせかいでじょうしゅはじめました）は、鏡裕之による日本のライトノベル。イラストはごばんが担当している。HJ文庫（ホビージャパン）より2013年8月から刊行されている。

## 登場人物

### 主要人物
清川ヒロト（きよかわ ひろと）
本作の主人公。謎の古地図の力で異世界に召喚されてしまった高校生。ディフェレンテ（異世界からの助っ人）としての使命を果たすことになる。
ヴァルキュリア
本作のメインヒロインの1人でヴァンパイア族。ヒロトと相一郎に捕縛されるが、人間を襲わない誓約書を書くことで解放されヒロトに興味を持つ。
ミミア
本作のメインヒロインの1人でミイラ族。人間からは見下されていたが、ソルム城城主となったヒロトによって世話係に抜擢される。
ソルシエール
本作のメインヒロインの1人でネカ城城主ダルムールの一人娘。精霊の呪いで骸骨族の花売りにされるが、ヒロトによって呪いを解かれる。
相田相一郎 (そうだ そういちろ）
ヒロトの幼馴染で親友。ヒロトと一緒に異世界に召喚される。ヒロトがサラブリア州長官となった後は顧問官の1人としてヒロトを補佐する。
キュレレ
ヴァルキュリアの妹でヴァンパイア族の幼女。本好きだが未だ字を読めないため、本を読んでくれる相一郎に懐いている。最強。
カラベラ
ソレム城の守備隊長で骸骨族。ヒロトがサラブリア州長官となった後も護衛としてヒロトに付き従う。
アルヴィ
エルフ長老会セコンダリア支部に所属するエルフの剣士。ヒロトが初めて出会ったエルフで、ヒロトとセコンダリア支部とのパイプ役となる。

### ヴァンパイア族サラブリア連合
ゼルディス
ソレム周辺のザザと呼ばれる地域に住む氏族の長で、サラブリア州一帯の氏族連合の代表者。ヴァルキュリアとキュレレの父親。
バドス
ゼルディスの副官。筋肉質の青年。
スララ
飢えて子供と一緒に倒れていたところをヒロトと相一郎に救われた寡婦。ゼルディス氏族に迎え入れられる。
デセルグ
ゼルディス氏族のイケメンの若者。
ベド
ゼルディス氏族の男。ピュルス兵の襲撃からアルヴィを救った。
ラダル
ゼルディス氏族の男。ピュルス兵の襲撃からアルヴィを救った。
ゲルドド
ゴルギン氏族の男。ヴァンパイア族の都市管理責任者。
ルルク
スララの息子。

### ヒュブリデ王国

#### 王都エンペリア
モルディアス一世
ヒュブリデ王国国王。サラブリア州長官となったヒロトを辺境伯に任じる。
オルフィーナ
モルディアス一世の寵姫。ベルフェルゴ侯爵のはとこ。
パノプティコス
隻眼の王国宰相。枢密院の一員。イブリド制の見直しを訴える集権派の中心人物。
ソブリヌス
精霊教会エンペリア大聖堂の大司教。枢密院の一員。イブリド制を堅持しようとする分権派の中心人物。
ユニヴェステル
エルフ長老会の大長老。枢密院の一員。国に属さないヴァンパイア族への軍事的な依存を危険視する。
フィナス
財務長官。枢密院の一員。親ピュリス王国派。オルフィーナの遠戚。
ラケル
亡命者。北ピュリス王国の王女でヨアヒムの姉。ヒロトに出会って、北ピュリス王国の再興よりも民の幸せを優先すべきだと考えるようになる。
ヨアヒム
亡命者。北ピュリス王国の第一王位継承者でラケルの弟。フェルキナ伯爵と共に北ピュリス王国再興のための戦争を起こそうとした。
ヴィルニウス
最高法院の7人の裁判官の1人でエルフ。
デリゲリス
パノプティコスの側近。
インフェリア
パノプティコスに仕える女剣士。
ロムデス
エルフの商人。
ハイドラン公爵
モルディアスの従弟。
シルフェリス
ソブリヌスの代理として枢密院に加わったエルフの若き女性。
ユリアヌス
故人。レオニダスの兄とモルディアスの長男。
テルミア
故人。ハイドランの妻。

#### サラブリア州

##### 州都プリマリア
エクセリス
プリマリア城の若き女城主でエルフ。セコンダリア城城主フェイエの政敵。サラブリア州副長官として州長官となったヒロトを補佐する。
ドニス
プリマリア城の家令。イケメンの青年。
アスティリス
エルフ長老会プリマリア支部の支部長。エクセリスの父親。
ポロワ
退官間近のサラブリア州長官。州長官選挙後に退官しドミナス城を去った。
ラティオ
サラブリア州長官の居城であるドミナス城の家令。
クインティリス
政務官。サラブリア州長官となったヒロトの監視役として王都から派遣された堅物だが、ヒロトを高く評価する。
イリオン
商人。サラブリア州長官選挙でエクセリスの使者として州内の城主達と交渉を重ねた。

##### ソルム
センテリオ
ソルム城の家令。エルフ優遇策を強引に推し進めようとしたが、ヒロトによって政策の誤りに気付かされた。
ウルカン
ソルム城の城主だったが、精霊の呪いで死亡する。
ルケ
モーラの砦の隊長。
グルナ
モーラの砦の兵。
サワル
モーラ村の農民。ヴァルキュリアに血を吸われてショック死する。
アストン
仕立屋。ミミアに冷たく接した。

##### セコンダリア
フェイエ
サラブリア州第二の都市セコンダリアの城主。セコンダリア同盟の盟主。サラブリア州長官選挙に立候補した。
トレラン
セコンダリア城の家令。セコンダリア同盟への加入を拒んだヒロトを陥れようとした。
マニエリス
エルフ長老会セコンダリア支部の支部長。アルヴィの上司。アルヴィとホルティウスの叔父。
エヴィン
精霊教会セコンダリア大聖堂の司教。ヒロトと相一郎に、5年後でないと元の世界へは還れないと宣告した。
ヴェルゲネス
セコンダリア城の守備隊長。
ゼニス
両替商。エルフの住んでいないソレムに投資する価値は無いと言い放った。
カズム
商人。フェイエの指示で小麦を買い占めソレムに流通する小麦の価格を高騰させた。
ホルティウス
若手のエルフ商人。マニエリスの甥でアルヴィの従兄弟。使者としてピュリス王国国王に謁見するが、帰路でピュリス兵に惨殺される。
レルス
年配のエルフ商人。ホルティウスと共に惨殺される。

##### ネカ
ダルムール
ネカ城の城主。セコンダリア同盟の一員。一人娘のソルシエールをヒロトに救われたことで、ヒロトの協力者となる。
レスリア
ダルムールの妻。
ホテプト
ミイラ族の少年。ミミアがネカの森の遺跡を調査する際に道案内をした。

##### ルサ
ルディーン
ルサ城の城主。セコンダリア同盟の一員。ダルムールの友人。

##### グリンガ
ゾッポ
グリンガ城の城主。金の亡者。ピュリス王国の陰謀に利用された挙句に殺される。
ヒョールド
ゾッポの甥。
クルセド
ヒョールドの家令。ゾッポの死後、ゾッポの隠し財産の在り処を知った。
ヌーロン
クルセドの部下。
ズム
ミイラ族。ソルシエールからパンを貰った。

##### マルセル
ガルシュ
亡命者。北ピュルス王国の書記官。開墾業者として財を成しながら、北ピュルス王国の再興を画策していた。

#### オルシア州

##### 州都クリシス
ギュンドガン
オルシア州長官。オルシア州の森の開墾拡大によってゲゼルキアの怒りを買うが、ヒロトの仲裁で許された。

#### ハガル州

##### 州都ハガル
ルジャド
ハガル州長官。祖母がピュリス人。ピュリス王国の陰謀に加担したことで解任される。
イルドルス
ルジャドの後任のハガル州長官でエルフ。

#### アンスル州

##### 州都フェオ
ジブリール
アンスル州長官。
コルベル
恰幅のいい髭面の騎士。

#### シギル州
フェルキナ・ド・ラレンテ
シギル州長官の女伯爵。母親が北ピュリス王国の名門貴族の出身。ヨアヒムと共に北ピュリス王国再興のための戦争を起こそうとした。
ラレンテ伯爵
故人。フェルキナの父親。7年前の南北ピュリス王国の戦争において北ピュリス王国に加勢し戦死した。

#### ノブレシア州
ブルゴール伯爵
ノブレシア州長官だが州都ではなく伯爵家の居城に住む。息子の引き起こした強姦事件の調査を拒みヒロトと対立した。
ポラール
ブルゴール伯爵の双子の息子（兄）。
コラール
ブルゴール伯爵の双子の息子（弟）。
グリュンデル
ブルゴール伯爵家の執事。
ギルス
ブルゴール伯爵に仕える騎士。

##### 州都バトリス
カシウス
ノブレシア州高等法院の書記官でエルフ。セセラの強姦事件を訴えたミイラ族に同情するも、証拠不十分で不受理とした。

##### プレブ洞窟
リチア
踊りが得意なミイラ族の娘。セセラの強姦事件の犯人逮捕をヒロトに請願した。
セセラ
ミイラ族の娘。リチアの親友。ブルゴール伯爵の息子に強姦された。

#### ルシニア州
リンペルド伯爵
ルシニア州長官。マギア王国軍の侵攻を受けるが、ヒロトとヴァンパイア族の援軍によって救われた。
ガンダリス
ルシニアの医師。
ロザン
元マギアの狩人。

#### クリエンディア州
マルゴス伯爵
クリエンディア州長官。
ルビア
マルゴスの娘。

#### その他
ゴンツ
セコンダリア精霊教会付属学校を襲撃した賊のリーダー。キュレレの活躍により討伐される。
スケルテ
ドミナス城に派遣された急使。王令としてヒロトの州長官解任を命じた。
アンゲルス
ドミナス城に派遣された精霊教会の司教。ヒロトへの州長官解任命令の撤回を伝えた。
カシウス
エルフの職人。グリンガ城城主ゾッポの死後、グリンガ城をヴァンパイア族の宿舎に改装する現場責任者として派遣された。
ハリトス
エルフ兄弟の兄。
ジギス
エルフ兄弟の弟。

##### ベルフェルゴ侯爵家
ベルフェルゴ侯爵
前王国宰相。オルフィーナのはとこ。
ロベール
ベルフェルゴ侯爵家の執事。

##### ラスムス伯爵家
ラスムス伯爵
ベルフェルゴ侯爵の親友で知恵袋。

##### ルメール伯爵家
ルメール伯爵
貴族随一の剣術の使い手とされる。

### ヴァンパイア族ゲゼルキア連合
ゲゼルキア
ヒュブリデ王国北方の国境地帯を跨ぐベルメドの森周辺の氏族を束ねる女傑。人間の開墾によって森が激減していることに怒り、オルシア州に侵攻した。
ギジュ
ゲゼルキアの部下。
ギュガス
デゼルグ氏族の男。ヒュブリデ人に偽装したピュリス兵によって惨殺された。
ソリス
ゲゼルキアの部下。

### ピュリス王国

#### 王都バビロス
イーシュ
ピュリス王国国王。7年前に北ピュリス王国を滅ぼし南北ピュリス王国の統一を果たした。
フレイアス
ピュリス王国の姫。イーシュの姪。
アブラヒム
ピュルス王国宰相。ヒロトを好敵手と見做すようになる。
ルキティウス
エルフ長老会ピュルス総本部代表。バビロスのインフラ事業を掌握する一方で政治不介入の方針を取っている。
ツェグテ
ミドランシュ教バビロス大聖堂の大主教。メティス将軍がヒロトとの友好関係を深めることに反対した。
ジスティリス
エルフ長老会ピュルス総本部評議会の一員。
ジェセル
ピュルス王国の新宰相。

#### ユグルタ州

##### 州都テルシュベル
メティス
知将として名高い女将軍。ガルデルと並び称される名将。ヒュブリデ王国との国境守備の切り札としてユグルタ州総督に任じられた。
サイード
メティス将軍の副官。メティス将軍から信頼されている。
エクノ
ユグルタ総督府の書記官。メティス将軍を裏切り処刑される。

#### ベオク州
ゲルメシュ
つるんとした顔の将軍。シギル州との国境であるテルミナス川周辺で軍事演習を繰り返した。

#### その他
ガルデル
猛将として名高い将軍。メティスと並び称される名将。ヒュブリデ王国への攻勢の切り札として温存されている。
ザシュル
将軍。1万の兵を率いてサラブリア州に侵攻したが、ヒロトに協力するヴァンパイア族に敗北し戦死する。
カイン
将軍。独断で3千の兵を率いてハガル州を急襲しようとしたが、ヒロトに協力するヴァンパイア族に敗北し戦死する。
セツ
ヒュブリデ王国への大使。北ピュリス王国の旧臣だが、アブラヒムの部下として命がけの任務を果たした。
シュト
ヒュブリデ王国への大使。アブラヒムの密命でドミナス城に潜入しヒロトを襲撃した。
サイクス
商人。アブラヒムの密偵としてヒュブリデ王国南部の州長官や城主に接近した。
アルベル
商人。カイン将軍の依頼でハガル州の偵察を行った。
オルメク
ツェグテ大主教の密偵。エクノからメティス将軍の情報を聞き出した。
デキウス
ハリトスの幼馴染。

### マギア王国
ウルセウス一世
名君の跡を継いだ新王。ヒロトとヴァンパイア族を脅威に感じている。
ザリア
マギア王国宰相。眼鏡っ娘。
ネストリア
ウルセウスの忠臣。親衛隊の女隊長。
ファルバイ伯爵
ウルセウスの忠臣。
ナサール一世
ウルセウスの父親。徳の人と言われ40年の平和を保った名君だった。
ラゴス
ナサール王政権での宰相だった。
デクス
ルシニア州に侵攻したマギア王国軍の先遣隊隊長。
リズヴォーン
マギア王国の姫はウルセウスの妹。
ヴァネッサ
リズヴォーンは部下の一人。
ロクサーヌ
リズヴォーンは部下の一人。

### レグルス共和国
コグニダス
エルフの国であるレグルス共和国の最高執政官。
ディアロゴス
元老院議長。
レオニダス
レグルス共和国に留学中のヒュブリデ王国王子。モルディアスの息子。
オルディカス
エルフの国のエルフの大使。
アガント
ハリトスのの幼馴染。

### ヴァンパイア族北方連合
デスギルド
マギア王国北部の氏族を束ねる女傑。ゲゼルキアとは長年に亘るライバル関係。
アザン
北方連合にデスギルドの父親の代から仕えている古株の氏族長。毛むくじゃらの男。

### アグニカ王国
アストリカ
アグニカ王国の王妃。
リンドルス
アグニカ王国侯爵。
ロクロイ
アグニカ王国宰相。
グトルーン
アグニカ王国の女伯。ヒロトとリンドルスを嫌いの事に感じている。
ゴルギント
アグニカ王国の大貴族の一人。
ジゴル
ゴルギントの使者。

### ガセル国
パシャン二世
ガセル国の王。
イスミル
ガセル国の妃、そしてイーシュの妹。
ドルゼル伯爵
ガセル国の大使。
エランデル
ガセル国の顧問会議メームバの一人。
シビュラ
ガセル国の女商人の一人。
カリキュラ
シビュラの妹。

### その他
清川純一郎（きよかわ じゅんいちろう）
ヒロトの父親。地質学者。交渉事を得意としており、ヒロトにピンチはチャンスだと教えた。
清川純香（きよかわ すみか）
ヒロトの母親。
明宮瑠姫（あけみや るき）
ヒロトが小学四～五年生の時のクラスメートの女子。クラスの女子のリーダー的な存在。転校後にヒロトへの手紙で牛乳事件での嘘を謝罪した。
山川静子（やまかわ しずこ）
ヒロトが小学四年生の時のクラスメートの女子。ヒロトと相一郎が親しくなるきっかけとなった牛乳事件の当事者。
金井（かない）
ヒロトが小学四年生の時のクラスメートの男子。牛乳事件でヒロトと相一郎が正しいことを証言した。

## 既刊一覧

### 小説
- 鏡裕之（著）・ごばん（イラスト） 『高1ですが異世界で城主はじめました』 ホビージャパン〈HJ文庫〉、既刊25巻（2025年8月1日現在）
  1. 2013年8月31日発売[1]、ISBN 978-4-7986-0672-9
  2. 2013年12月28日発売[2]、ISBN 978-4-7986-0732-0
  3. 2014年5月31日発売[3]、ISBN 978-4-7986-0822-8
  4. 2014年11月1日発売[4]、ISBN 978-4-7986-0912-6
  5. 2015年1月31日発売[5]、ISBN 978-4-7986-0957-7
  6. 2015年6月1日発売[6]、ISBN 978-4-7986-1024-5
  7. 2015年10月31日発売[7]、ISBN 978-4-7986-1111-2
  8. 2016年4月1日発売[8]、ISBN 978-4-7986-1213-3
  9. 2016年8月1日発売[9]、ISBN 978-4-7986-1257-7
  10. 2016年12月1日発売[10]、ISBN 978-4-7986-1341-3
  11. 2017年5月1日発売[11]、ISBN 978-4-7986-1445-8
  12. 2017年9月30日発売[12]、ISBN 978-4-7986-1549-3
  13. 2018年3月31日発売[13]、ISBN 978-4-7986-1676-6
  14. 2018年11月1日発売[14]、ISBN 978-4-7986-1803-6
  15. 2019年5月1日発売[15]、ISBN 978-4-7986-1927-9
  16. 2019年10月1日発売[16]、ISBN 978-4-7986-2022-0
  17. 2020年2月29日発売[17]、ISBN 978-4-7986-2141-8
  18. 2021年3月1日発売[18]、ISBN 978-4-7986-2263-7
  19. 2021年5月1日発売[19]、ISBN 978-4-7986-2493-8
  20. 2021年12月28日発売[20]、ISBN 978-4-7986-2641-3
  21. 2022年3月1日発売[21]、ISBN 978-4-7986-2757-1
  22. 2023年4月1日発売[22]、ISBN 978-4-7986-2983-4
  23. 2023年8月1日発売[23]、ISBN 978-4-7986-3242-1
  24. 2023年12月28日発売[24]、ISBN 978-4-7986-3383-1
  25. 2025年8月1日発売[25]、ISBN 978-4-7986-3922-2

### 漫画
- 鏡裕之（原作）・ごばん（絵）・神吉李花（漫画） 『高1ですが異世界で城主はじめました』 ホビージャパン〈HJコミックス〉、既刊6巻（2021年2月1日現在）
  1. 2015年11月27日発売[26]、ISBN 978-4-7986-1122-8
  2. 2016年11月27日発売[27]、ISBN 978-4-7986-1333-8
  3. 2017年12月27日発売[28]、ISBN 978-4-7986-1599-8
  4. 2018年10月26日発売[29]、ISBN 978-4-7986-1777-0
  5. 2020年1月27日発売[30]、ISBN 978-4-7986-2109-8
  6. 2021年2月1日発売[31]、ISBN 978-4-7986-2410-5